# Грабовница
Грабовница (укр. Грабівниця) — село в Добромильской городской общине Самборского района Львовской области Украины.
Население по переписи 2001 года составляло 330 человек. Занимает площадь 0,89 км². Почтовый индекс — 82022. Телефонный код — 3238.